# Shirhatti
Shirhatti är en ort i Indien.   Den ligger i distriktet Gadag och delstaten Karnataka, i den södra delen av landet, 1 500 km söder om huvudstaden New Delhi. Shirhatti ligger 681 meter över havet och antalet invånare är 16 604.
Terrängen runt Shirhatti är platt, och sluttar söderut. Runt Shirhatti är det ganska tätbefolkat, med 222 invånare per kvadratkilometer. Närmaste större samhälle är Lakshmeshwar, 16,7 km sydväst om Shirhatti. Trakten runt Shirhatti består till största delen av jordbruksmark.